# 傑克：巨人戰紀
《傑克：巨人戰紀》（英語：Jack the Giant Slayer，先前稱作Jack the Giant Killer）是一部於2013年上映的美國英雄奇幻冒險電影，劇情根據英國童話故事《巨人殺手傑克》和《傑克與豌豆》改編。布萊恩·辛格執導，戴倫·連克、克里斯多福·麥奎里與丹·史丹尼共同編劇，演員包含尼可拉斯·霍特、艾莉諾·湯姆林森、史丹利·圖奇、伊恩·麥克夏恩、比爾·奈伊和伊旺·麥奎格等人。
該片的發展始於2005年，當時是由萊姆奇提出這個想法。D.J.克魯索在2009年1月被聘請擔任導演，但在同年9月，辛格取代了克魯索的職位，並指派麥奎里與史丹尼重寫劇本。主要選角於2011年2月至3月間進行，主要攝影在2011年4月於英格蘭開始，地點位在索美塞特郡、格洛斯特郡及諾福克郡。電影的發行日期在後期製作期間被推遲，使其能有更多時間製作特效和營銷。
《傑克：巨人戰紀》的首映禮於2013年2月26日在好萊塢舉行，並於2013年3月1日在美國以2D及3D版本發行。該片收穫影評人的混合評論，且被認為是個票房失敗，使得傳奇影業損失1.25億至1.4億美元。電影的家庭媒體於2013年6月18日發布。

## 劇情
電影講述傑克的故事。傑克（尼可拉斯·霍特 飾演）是一名年輕的農場工人，他必須在無意間開啟天空與地面的通道後，從巨人族手中救回被擄走的公主。

## 演員
| 演員                                                   | 角色                          | 簡介                                                             |
| 尼可拉斯·霍特 Nicholas Hoult                           | 傑克 Jack                     | 一名年輕的農場工人，領導營救公主的任務。                         |
| 艾莉諾·湯姆林森 Eleanor Tomlinson                      | 伊莎貝兒 Isabelle             | 被巨人擄走的公主。                                               |
| 史丹利·圖奇 Stanley Tucci                              | 羅德利克爵士 Roderick         | 國王的顧問，計畫接管王國。                                       |
| 伊旺·麥奎格 Ewan McGregor                              | 艾蒙特 Elmont                 | 國王近衛隊的隊長，加入營救公主的任務。                           |
| 埃迪·馬森 Eddie Marsan                                 | 克羅 Crawe                    | 國王近衛隊的副隊長，艾蒙特的副手。                               |
| 伊恩·麥克夏恩 Ian McShane                              | 布拉姆威爾國王 King Brahmwell | 國王，公主的父親，同意將女兒嫁給羅德利克爵士。                   |
| 艾文·布萊納 Ewen Bremner                               | 維奇 Wicke                    | 羅德利克爵士的跟班。                                             |
| 明格斯·約翰斯頓 （页面存档备份，存于） Mingus Johnston | 阿布 Bald                     | 國王近衛隊的成員，艾蒙特的部下。                                 |
| 比爾·奈伊 與約翰·卡西爾 Bill Nighy and John Kassir     | 費隆將軍 General Fallon       | 擁有兩顆頭的巨人領導者。奈伊飾演較大的頭，卡西爾則詮釋較小的頭。 |

## 原聲帶
原聲帶由約翰·奧特曼創作，且他同時也是電影的聯合製片人及剪輯師。《傑克：巨人戰紀》是導演布萊恩·辛格與奧特曼的第七次合作，他們先前在《媒體風雲》、《刺激驚爆點》、《誰在跟我玩遊戲》、《X戰警2》、《超人再起》和《行動代號：華爾奇麗雅》中皆有過合作經驗。該原聲帶於2013年2月26日由水塔音樂發布。
| 傑克：巨人戰紀：電影原聲帶 | 傑克：巨人戰紀：電影原聲帶                      | 傑克：巨人戰紀：電影原聲帶 |
| 曲序                       | 曲目                                            | 时长                       |
| -------------------------- | ----------------------------------------------- | -------------------------- |
| 1.                         | Jack and Isabelle（《傑克：巨人戰紀》的主題曲） | 3:56                       |
| 2.                         | Logo Mania                                      | 1:00                       |
| 3.                         | To Cloister                                     | 1:28                       |
| 4.                         | The Climb                                       | 2:41                       |
| 5.                         | Fee Appears                                     | 3:16                       |
| 6.                         | How Do You Do                                   | 2:23                       |
| 7.                         | Why Do People Scream?                           | 3:17                       |
| 8.                         | Story of the Giants                             | 3:22                       |
| 9.                         | Welcome to Gantua                               | 4:12                       |
| 10.                        | Power of the Crown                              | 1:21                       |
| 11.                        | Not Wildly Keen on Heights                      | 2:19                       |
| 12.                        | Top of the World                                | 2:30                       |
| 13.                        | The Legends Are True / First Kiss               | 3:43                       |
| 14.                        | Roderick’s Demise / The Beanstalk Falls         | 5:36                       |
| 15.                        | Kitchen Nightmare                               | 3:24                       |
| 16.                        | Onward and Downward!                            | 3:19                       |
| 17.                        | Waking a Sleeping Giant                         | 2:21                       |
| 18.                        | Chase to Cloister                               | 5:19                       |
| 19.                        | Goodbyes                                        | 2:29                       |
| 20.                        | The Battle                                      | 5:31                       |
| 21.                        | Sniffing Out Fear / All is Lost                 | 5:07                       |
| 22.                        | The New King / Stories                          | 4:17                       |
| 总时长：                   | 总时长：                                        | 1:12:51                    |

## 發行
《傑克：巨人戰紀》於2013年2月26日星期二在好萊塢加利福尼亞州的中國戲院舉行首映禮。

### 評價
電影收穫普遍影評人的混合評價。根據爛蕃茄上收集的197篇專業影評文章，其中102篇給出了「新鮮」的正面評價，「新鮮度」為52%，平均得分5.7分（滿分10分），而基於另一影評網站Metacritic上的37篇評論文章，其中12篇予以好評，5篇差評，20篇褒貶不一，平均分為51（滿分100）。

### 票房
在美國，據預計，該片在其首映週將進帳3,000萬到3,500萬美元，若考慮到1.85億美元的製片預算，該數字不盡理想。《傑克：巨人戰紀》在星期四晚上及午夜場的總票房為40萬美元，並於2013年3月1日星期五開始上映。週末，電影於3,525家劇院中收穫2,801萬美元，位居當週冠軍。儘管工作室努力將目標觀眾群拉向家庭，但在首週的觀眾比例中，男性佔了55%，且56%的觀眾為25歲以上。《傑克：巨人戰紀》於2013年6月13日下檔，全球總計票房197,687,603美元，其中65,187,603美元來自北美地區的收入。

### 榮譽
| 獎項   | 獎項             | 獎項           | 獎項               | 獎項 | 獎項     |
| 年份   | 獎項             | 類別           | 獲提名者           | 結果 | 參考資料 |
| ------ | ---------------- | -------------- | ------------------ | ---- | -------- |
| 2013年 | 鳳凰城影評人協會 | 最佳被忽略電影 | 《傑克：巨人戰紀》 | 提名 | [ 18 ]   |
| 2013年 | 鳳凰城影評人協會 | 最佳視覺效果   | 《傑克：巨人戰紀》 | 提名 | [ 18 ]   |
| 2013年 | BMI電影電視獎    | 電影音樂獎     | 約翰·奧特曼        | 獲獎 | [ 19 ]   |
| 2014年 | 土星獎           | 最佳奇幻電影   | 《傑克：巨人戰紀》 | 提名 | [ 20 ]   |

## 外部連結
- 官方网站（英文）
- 互联网电影数据库（IMDb）上《Jack the Giant Slayer》的资料（英文）
- 爛番茄上《傑克：巨人戰紀》的資料（英文）
- Metacritic上《傑克：巨人戰紀》的資料（英文）
- Box Office Mojo上《傑克：巨人戰紀》的資料（英文）
- AllMovie上《傑克：巨人戰紀》的资料（英文）
- 傑克:巨人戰紀的Facebook專頁
- 開眼電影網上《傑克：巨人戰紀》的資料（繁體中文）
- 豆瓣电影上《傑克：巨人戰紀》的資料 （简体中文）
- 时光网上《傑克：巨人戰紀》的資料（简体中文）